# Perconia contrasta
Perconia contrasta är en fjärilsart som beskrevs av Barend J. Lempke 1952. Perconia contrasta ingår i släktet Perconia och familjen mätare. Inga underarter finns listade i Catalogue of Life.